# Hinton Parva
Hinton Parva, aussi connu sous le nom de Little Hinton, est un village du Wiltshire, en Angleterre du Sud-Ouest. Jusqu'en 1934, Hinton Parva était une paroisse civile indépendante. Depuis cette date, il fait partie de celle de Bishopstone, dans le borough de Swindon.
En 1943, une partie du village a été occupée par le War Office pour y stationner des chars d'assaut.